# Пантелеева, Нина Васильевна
Ни́на Васи́льевна Пантеле́ева (28 декабря 1923, Екатеринбург — 12 мая 2000) — советская певица 1940—1960-х годов. 
Заслуженная артистка РСФСР (1982).

## Биография
Родилась 28 декабря 1923 года в городе Екатеринбурге в обычной советской семье. Отец работал на металлургическом заводе, а мать занималась домашним хозяйством. Ребёнка воспитывали в строгости и готовили к взрослой жизни. Девочка с раннего возраста помогала матери по дому. Могла постирать бельё и приготовить обед. Когда подошла пора, Нину отправили в школу. Училась она неплохо. По всем предметам успевала. Но больше всего ей нравились уроки пения и географии.
До войны училась в свердловской средней школе No 152, после окончила вокальное отделение музыкальной школы.
Первоначально, получив среднее музыкальное образование, она не связывала свою карьеру с музыкой, а поступила в медицинский институт, однако затем прошла по конкурсу на вокальное отделение городского Музыкального училища им. П. И. Чайковского.
Ещё не окончив училище, начала работать в Свердловском радиокомитете, став его солисткой.
Во время войны Нина Пантелеева выступала в госпиталях, где и встретилась с композитором и пианисткой Людмилой Лядовой. С этого времени они стали успешно выступать вместе и в 1946 году получили звание лауреатов 2-го Всесоюзного конкурса артистов эстрады. После этого Нина Пантелеева была принята сразу на второй курс Уральской государственной консерватории имени Мусоргского.
Окончив консерваторию в 1950 году, стала работать в Московском отделении Всероссийского гастрольно-концертного объединения.
Дуэт Лядовой и Пантелеевой имел большую популярность, однако в 1951 году он распался по инициативе Лядовой. Нина Пантелеева стала выступать на эстраде самостоятельно, а затем — с пианистом Вилли Берзиным, за которого впоследствии вышла замуж. В сольных выступлениях индивидуальность Пантелеевой раскрылась полнее и ярче.
В 1965 году с песней «Он и она» (В.Мурадели — Е.Долматовский) приняла участие в фестивале советской эстрадной песни в Москве.
В 1975 году на фирме грамзаписи «Мелодия» вышла пластинка Нины Пантелеевой «Поёт Нина Пантелеева».
В 1983 году на фирме грамзаписи «Мелодия» вышла пластинка Нины Пантелеевой «Сентябрьская мелодия».
С 1991 года периодически совместно с другими исполнителями 1950-х — 1970-х годов (Капиталиной Лазаренко, Ириной Бржевской, Тамарой Миансаровой, Владимиром Трошиным) принимала участие в программах-ретро, посвящённых советской песне.
Умерла 12 мая 2000 года. Похоронена на Востряковском кладбище г. Москвы.

## Творчество
До начала сотрудничества с Вилли Берзиным Нина Васильевна исполняет в основном песни в традиционном для советской эстрады тех лет народном стиле. Однако в дальнейшем ей стало свойственно большее стилевое разнообразие, например — песня «Листья летят» (муз. Г. Фиртич, сл. С. Льясов) выдержана в модном тогда зарубежном стиле «босанова».
Также интересной особенностью её творчества тех лет является исполнение японских песен:
- на русском языке:
  - «Песня о счастливой любви» («Каникулы любви», муз.-Хироси Миягава(宮川泰), сл.(япон.)-Токико Иватани(岩谷時子), рус. текст Л. Дербенёва)
  - «Ну и пусть» (японская исполнительница Мари Хенми(辺見マリ))
  - «Белых роз лепестки» (муз.-Хачидаи Накамура(中村八大), рус. текст Л. Дербенёва)
  - «Последний вечер в Токио» («Buona sera, Tokyo» или «Vatasino», тайваньская исполнительница Тереза Тенг)
- на языке оригинала:
  - «Голубые огни Йокогамы» (муз.-Кёхеи Цуцуми(筒美京平), сл.-Джун Хасимото(橋本淳), японская исполнительница Аюми Исида(いしだあゆみ))
  - «Зачем слова» (К. Портер, обр. В. Хорошанского, рус. текст И. Шаферана)
  - «Барабанщик» (Кадзуми Ясуи, слова неизвестного автора)
  - «Ямете» (муз.-Кунихико Мураи(村井邦彦), сл.-Кадзуми Ясуи(安井かずみ)).

Вероятно, это связано с тем, что ей доводилось выступать в Японии. Песней «Сапожки русские» (муз. Николай Кудрин, сл. А. Щербань) она открывала и закрывала в Токио Советскую торгово-промышленную выставку 1961 года. О её любви к Японии говорит также исполняемая ею песня «Последний вечер в Токио».
Кроме Японии, ей довелось гастролировать в разных других странах — Мексике, странах Африки, поэтому на её пластинках можно встретить песни и на других языках, в том числе довольно экзотических:
- «Карабин 30-30» (мексиканская народная песня) на испанском языке
- «Талисман» (дагомейская народная песня, Бенин) на языке фон
- «Маленькая встреча» (муз. Шанкарсинх Рагхуванши и Джайкишан Дайябхаи Панкал) на языке хинди
- «Песня о реке Соло» (малайская народная песня) на малайском языке
- «Меня называют дочерью гор» (Шибонанкар — К. Харел) на языке непали.

## Звания и награды
- Заслуженная артистка РСФСР (1982).